# Тапіо Кор'юс
Тапіо Кор'юс (фін. Tapio Korjus, нар. 10 лютого 1961, Гаміна, Кюменлааксо, Фінляндія) — фінський легкоатлет, що спеціалізується на метанні списа, олімпійський чемпіон 1988 року.

## Кар'єра
| Рік                   | Змагання              | Місто                 | Місце                 | Примітки              |                       |
| Представник Фінляндія | Представник Фінляндія | Представник Фінляндія | Представник Фінляндія | Представник Фінляндія | Представник Фінляндія |
| --------------------- | --------------------- | --------------------- | --------------------- | --------------------- | --------------------- |
| 1988                  | Олімпійські ігри      | Сеул, Південна Корея  | 1                     | 84.28 м               |                       |